# Pieces (canción de L'Arc~en~Ciel)
«Pieces», 17º de la banda L'Arc~en~Ciel, fue la canción imagen del anuncio SOTEC e-one y su videoclip se rodó en los Estados Unidos. El videoclip de esta canción ganó el premio Space Shower Music Video Awards del año 1999 nominado a Best Video of the Year.
| #  | Título               | Compuesta por:                             |
| -- | -------------------- | ------------------------------------------ |
| 1. | Pieces               | hyde (letra) tetsu (música)                |
| 2. | fate -fake fate mix- | hyde (letra) ken (música) yukihiro (remix) |